# Temporada 2009 del Campeonato de Fórmula Dos de la FIA
La temporada 2009 del Campeonato de Fórmula Dos de la FIA fue la primera edición de dicha categoría. Empezó el día 30 de mayo en el Circuito Ricardo Tormo y finalizó el 1 de noviembre en el Circuito de Barcelona-Cataluña después de 8 rondas dobles. El ganador fue Andy Soucek, claro dominante de la categoría, le sacó 51 puntos de diferencia al subcampeón Robert Wickens.

## Formato del campeonato

### Monoplazas
Los monoplazas serán diseñados por el constructor de Fórmula 1 Williams,
bajo la supervisión de Patrick Head y motorizado por el constructor Alemán Audi,
El chasis está inspirado en el Williams de 2005, cuenta con seis velocidades distintas
y contará con un peso mínimo aproximado de 600Kg incluyendo el piloto y los equipos de seguridad.

### Presupuestos
Según las palabras del presidente de la FIA, Max Mosley cada piloto deberá abonar solamente US$215.000 para poder comprar una vacante,
Convirtiéndose así en una de las Fórmulas de ascenso más baratas, el reglamenta estipula, al igual que la Fórmula 1 un máximo de 24 pilotos, 
El piloto ganador, recibirá como premio un test completo con el equipo Williams F1. Los que finalicen en los 3 primeros lugares de la parrilla, recibirán la valorada Superlicencia de la FIA.

### Formato del evento
Los eventos se iniciaran los viernes previos a la carrera con unas prácticas de 30 minutos a la mañana
y 30 minutos más a la tarde, continua los sábados con dos tandas de clasificación de 30 minutos cada uno al estilo de superpole a la mañana y una carrera corta
a la tarde, el evento se cierra los domingos con una carrera larga con una parada obligatoría en los boxes.

## Lista de pilotos
| N.º | Piloto              | Rondas |
| --- | ------------------- | ------ |
| 2   | Sebastian Hohenthal | Todas  |
| 3   | Jolyon Palmer       | Todas  |
| 4   | Julien Jousse       | Todas  |
| 5   | Alex Brundle        | Todas  |
| 6   | Armaan Ebrahim      | Todas  |
| 7   | Henry Surtees       | 1–4    |
| 8   | Tobias Hegewald     | Todas  |
| 9   | Pietro Gandolfi     | Todas  |
| 10  | Nicola de Marco     | Todas  |
| 11  | Jack Clarke         | Todas  |
| 12  | Robert Wickens      | Todas  |
| 14  | Mirko Bortolotti    | Todas  |
| 15  | Mijaíl Alioshin     | Todas  |
| 16  | Edoardo Piscopo     | 1–7    |
| 17  | Carlos Iaconelli    | 1–7    |
| 18  | Natacha Gachnang    | Todas  |
| 20  | Jens Höing          | Todas  |
| 21  | Kazim Vasiliauskas  | Todas  |
| 22  | Andy Soucek         | Todas  |
| 23  | Henri Karjalainen   | Todas  |
| 24  | Tom Gladdis         | Todas  |
| 25  | Miloš Pavlović      | Todas  |
| 27  | Germán Sánchez      | Todas  |
| 31  | Jason Moore         | Todas  |
| 33  | Philipp Eng         | Todas  |
| 38  | Tristan Vautier     | 8      |
| 44  | Ollie Hancock       | 5–8    |

### Cambios de pilotos
- Henry Surtees murió en un grave accidente durante la segunda carrera de la cuarta ronda en Brands Hatch.[1][2] Fue substituido por Ollie Hancock a partir de la ronda alemana.

- Edoardo Piscopo se pierde la última ronda para participar en la primera ronda de la Temporada 2009/10 de GP2 Asia Series.[3] Su asiento lo ocupó Tristan Vautier.

## Calendario
El calendario de Fórmula 2 consta de 8 rondas con 2 carreras en cada una.
| Ronda | Ronda | Circuito                                 | País            | Fecha            | Categoría principal      |
| ----- | ----- | ---------------------------------------- | --------------- | ---------------- | ------------------------ |
| 1     | C1    | Circuito Ricardo Tormo, Cheste           | España          | 30 de mayo       | WTCC                     |
| 1     | C2    | Circuito Ricardo Tormo, Cheste           | España          | 31 de mayo       | WTCC                     |
| 2     | C1    | Autódromo de Brno, Brno                  | República Checa | 20 de junio      | WTCC                     |
| 2     | C2    | Autódromo de Brno, Brno                  | República Checa | 21 de junio      | WTCC                     |
| 3     | C1    | Circuito de Spa-Francorchamps            | Bélgica         | 27 de junio      | Open Internacional de GT |
| 3     | C2    | Circuito de Spa-Francorchamps            | Bélgica         | 28 de junio      | Open Internacional de GT |
| 4     | C1    | Brands Hatch, Kent                       | Reino Unido     | 18 de julio      | WTCC                     |
| 4     | C2    | Brands Hatch, Kent                       | Reino Unido     | 19 de julio      | WTCC                     |
| 5     | C1    | Donington Park                           | Reino Unido     | 16 de agosto     | evento único             |
| 5     | C2    | Donington Park                           | Reino Unido     | 16 de agosto     | evento único             |
| 6     | C1    | Motorsport Arena Oschersleben            | Alemania        | 5 de septiembre  | WTCC                     |
| 6     | C2    | Motorsport Arena Oschersleben            | Alemania        | 6 de septiembre  | WTCC                     |
| 7     | C1    | Autodromo Enzo e Dino Ferrari, Imola     | Italia          | 19 de septiembre | WTCC                     |
| 7     | C2    | Autodromo Enzo e Dino Ferrari, Imola     | Italia          | 20 de septiembre | WTCC                     |
| 8     | C1    | Circuito de Barcelona-Cataluña, Montmeló | España          | 31 de octubre    | Open Internacional de GT |
| 8     | C2    | Circuito de Barcelona-Cataluña, Montmeló | España          | 1 de noviembre   | Open Internacional de GT |

## Resultados

### Entrenamientos

#### Pretemporada
| Fecha      | Circuito    | Piloto          | Tiempo   |
| ---------- | ----------- | --------------- | -------- |
| 6 de mayo  | Snetterton  | Andy Soucek     | 59.817   |
| 6 de mayo  | Snetterton  | Robert Wickens  | 59.433   |
| 18 de mayo | Silverstone | Mijaíl Alioshin | 1:40.022 |
| 18 de mayo | Silverstone | Henry Surtees   | 1:38.920 |
| 18 de mayo | Silverstone | Andy Soucek     | 2:02.502 |

#### Temporada
| Fecha        | Circuito       | Piloto             | Tiempo   |
| ------------ | -------------- | ------------------ | -------- |
| 11 de agosto | Donington Park | Kazim Vasiliauskas | 1:23.883 |
| 11 de agosto | Donington Park | Andy Soucek        | 1:23.053 |

#### Postemporada
| Fecha         | Circuito | Piloto          | Tiempo   |
| ------------- | -------- | --------------- | -------- |
| 26 de octubre | Cataluña | Julien Jousse   | 1:40.150 |
| 26 de octubre | Cataluña | Tristan Vautier | 1:39.823 |
| 26 de octubre | Cataluña | Andy Soucek     | 1:38.910 |

### Temporada
| Ronda | Ronda | Circuito          | Pole Position      | Vuelta rápida      | Piloto Ganador     |
| ----- | ----- | ----------------- | ------------------ | ------------------ | ------------------ |
| 1     | C1    | Cheste            | Robert Wickens     | Robert Wickens     | Robert Wickens     |
| 1     | C2    | Cheste            | Robert Wickens     | Kazim Vasiliauskas | Robert Wickens     |
| 2     | C1    | Brno              | Nicola de Marco    | Robert Wickens     | Mirko Bortolotti   |
| 2     | C2    | Brno              | Henry Surtees      | Nicola de Marco    | Andy Soucek        |
| 3     | C1    | Spa-Francorchamps | Tobias Hegewald    | Tobias Hegewald    | Tobias Hegewald    |
| 3     | C2    | Spa-Francorchamps | Tobias Hegewald    | Tobias Hegewald    | Tobias Hegewald    |
| 4     | C1    | Brands Hatch      | Philipp Eng        | Mirko Bortolotti   | Philipp Eng        |
| 4     | C2    | Brands Hatch      | Andy Soucek        | Andy Soucek        | Andy Soucek        |
| 5     | C1    | Donington Park    | Tobias Hegewald    | Julien Jousse      | Andy Soucek        |
| 5     | C2    | Donington Park    | Julien Jousse      | Julien Jousse      | Julien Jousse      |
| 6     | C1    | Oschersleben      | Andy Soucek        | Andy Soucek        | Andy Soucek        |
| 6     | C2    | Oschersleben      | Mikhail Aleshin    | Miloš Pavlović     | Mikhail Aleshin    |
| 7     | C1    | Imola             | Kazim Vasiliauskas | Kazim Vasiliauskas | Kazim Vasiliauskas |
| 7     | C2    | Imola             | Robert Wickens     | Robert Wickens     | Andy Soucek        |
| 8     | C1    | Cataluña          | Robert Wickens     | Jason Moore        | Andy Soucek        |
| 8     | C2    | Cataluña          | Robert Wickens     | Andy Soucek        | Andy Soucek        |

### Campeonato de Pilotos
| Pos. | Piloto              | VAL | VAL | BRN | BRN | SPA | SPA | BRH | BRH | DON | DON | OSC | OSC | IMO | IMO | CAT | CAT | Puntos |
| ---- | ------------------- | --- | --- | --- | --- | --- | --- | --- | --- | --- | --- | --- | --- | --- | --- | --- | --- | ------ |
| 1    | Andy Soucek         | Ret | 4   | 17  | 1   | 4   | 2   | 2   | 1   | 1   | 4   | 1   | 2   | 3   | 1   | 1   | 1   | 115    |
| 2    | Robert Wickens      | 1   | 1   | 9   | Ret | Ret | 3   | 4   | 2   | Ret | Ret | 8   | 4   | 4   | 2   | Ret | 3   | 64     |
| 3    | Mijaíl Alioshin     | 4   | 6   | 2   | Ret | 18  | 8   | 10  | 3   | 2   | 7   | 5   | 1   | 7   | Ret | 2   | 7   | 59     |
| 4    | Mirko Bortolotti    | 6   | 2   | 1   | Ret | 9   | 9   | Ret | 5   | 10  | 3   | 2   | Ret | 2   | Ret | 6   | Ret | 50     |
| 5    | Julien Jousse       | 5   | 10  | 5   | 2   | 3   | 6   | 19  | 9   | 7   | 1   | Ret | 3   | 10  | Ret | 4   | 8   | 49     |
| 6    | Tobias Hegewald     | Ret | 9   | 15  | 7   | 1   | 1   | 15  | 6   | 3   | 6   | Ret | 6   | Ret | 4   | 9   | 5   | 46     |
| 7    | Kazim Vasiliauskas  | 3   | 20  | Ret | 8   | 10  | 7   | 5   | 12  | Ret | 2   | 3   | 7   | 1   | Ret | 8   | 4   | 45     |
| 8    | Philipp Eng         | 12  | 3   | 3   | 9   | Ret | Ret | 1   | 4   | 5   | 10  | Ret | Ret | 5   | 10  | 5   | 9   | 39     |
| 9    | Miloš Pavlović      | Ret | 17  | Ret | 5   | 2   | 4   | 7   | Ret | Ret | 8   | Ret | 21  | 6   | 3   | 10  | 19  | 29     |
| 10   | Nicola de Marco     | 9   | 5   | 12  | 3   | 13  | 11  | 9   | Ret | Ret | Ret | 6   | 5   | Ret | 9   | 11  | 2   | 25     |
| 11   | Carlos Iaconelli    | 2   | 8   | Ret | Ret | Ret | 10  | 6   | 17  | Ret | 9   | 4   | 10  | Ret | 5   |     |     | 21     |
| 12   | Edoardo Piscopo     | Ret | 7   | 7   | 4   | 8   | 14  | 8   | 7   | 4   | Ret | 12  | 8   | 13  | Ret |     |     | 19     |
| 13   | Tristan Vautier     |     |     |     |     |     |     |     |     |     |     |     |     |     |     | 3   | 6   | 9      |
| 14   | Henry Surtees       | 7   | 12  | Ret | Ret | 15  | Ret | 3   | Ret |     |     |     |     |     |     |     |     | 8      |
| 15   | Henri Karjalainen   | 17  | 15  | 4   | 16  | 7   | 15  | 11  | 18  | 15  | 13  | Ret | 15  | 11  | 15  | 16  | 17  | 7      |
| 16   | Sebastian Hohenthal | 10  | 13  | Ret | 12  | 17  | 12  | Ret | 14  | 6   | 5   | 17  | 9   | 9   | 12  | Ret | Ret | 7      |
| 17   | Armaan Ebrahim      | 15  | 16  | 6   | 6   | DNS | Ret | Ret | 10  | 8   | Ret | 9   | 13  | Ret | Ret | 12  | 10  | 7      |
| 18   | Jack Clarke         | 13  | 19  | Ret | 15  | 5   | Ret | Ret | Ret | 9   | 14  | 7   | Ret | 14  | 14  | 17  | 14  | 6      |
| 19   | Alex Brundle        | 8   | 23  | 11  | Ret | Ret | 5   | Ret | 11  | 14  | Ret | Ret | 11  | 17  | Ret | 15  | 12  | 5      |
| 20   | Tom Gladdis         | 19  | 18  | 8   | 10  | 6   | Ret | 13  | 13  | 17  | Ret | 16  | 17  | 16  | 13  | 14  | 15  | 4      |
| 21   | Jolyon Palmer       | 21  | Ret | 10  | 14  | 16  | Ret | 12  | 16  | 16  | 12  | 15  | 19  | 12  | 6   | 13  | 11  | 3      |
| 22   | Jason Moore         | 16  | 14  | 13  | 11  | Ret | DNS | 16  | 8   | 11  | Ret | 14  | 20  | 18  | 7   | 19  | 16  | 3      |
| 23   | Natacha Gachnang    | 11  | Ret | 14  | Ret | 11  | 13  | 14  | 15  | 13  | Ret | 11  | 12  | 15  | Ret | 7   | 13  | 2      |
| 24   | Germán Sánchez      | 14  | 11  | 16  | Ret | 12  | Ret | 17  | Ret | 12  | 11  | Ret | 16  | 8   | 8   | DNS | DNS | 2      |
| 25   | Ollie Hancock       |     |     |     |     |     |     |     |     | 10  | 18  | Ret | 11  | Ret | 11  | 18  | 18  | 0      |
| 26   | Jens Höing          | 18  | 21  | Ret | 13  | Ret | 16  | Ret | Ret | Ret | Ret | Ret | 14  | Ret | Ret | Ret | 21  | 0      |
| 27   | Pietro Gandolfi     | 20  | 22  | Ret | Ret | 14  | 17  | 18  | Ret | Ret | 15  | NC  | 22  | Ret | Ret | Ret | 20  | 0      |
| Pos. | Piloto              | VAL | VAL | BRN | BRN | SPA | SPA | BRH | BRH | DON | DON | OSC | OSC | IMO | IMO | CAT | CAT | Puntos |

| Color     | Resultado                                                               |
| --------- | ----------------------------------------------------------------------- |
| Oro       | Ganador                                                                 |
| Plata     | 2.ª plaza                                                               |
| Bronce    | 3.ª plaza                                                               |
| Verde     | Finalizó en los puntos                                                  |
| Azul      | Finalizó sin puntos                                                     |
| Azul      | NC - No clasificado                                                     |
| Violeta   | Ret - No terminó (Carrera)                                              |
| Rojo      | DNQ - No se clasificó                                                   |
| Negro     | DSQ - Descalificado                                                     |
| Blanco    | DNS - No empezó (carrera)                                               |
| Blanco    | WD - Retirado (fin de semana)                                           |
| Blanco    | C - Carrera cancelada                                                   |
| Sin color | DNP - Inscrito pero no participó                                        |
| Sin color | INJ - Lesionado                                                         |
| Sin color | EX - Excluido                                                           |
| Estado    | Resultado                                                               |
| Negrita   | Pole position                                                           |
| Cursiva   | Vuelta rápida                                                           |
| †         | Abandona, pero clasifica al completar el porcentaje requerido para ello |